# Marlene Contreras
Norma Marlene Contreras Moreno (Guadalajara, Jalisco, 15 de mayo de 1991) conocida simplemente como Marlene Contreras, es una empresaria, actriz, modelo y conductora de televisión mexicana. Es conocida por ser la conductora del programa de Video Rola “ATM (a toda música) con Marlene Contreras”.

## Biografía
Norma Marlene Contreras nació el 15 de mayo de 1991 en la ciudad de Guadalajara.

## Carrera
Comenzó su carrera en 2011 en el canal de Video Rola, con el programa ATM (A toda música), acompañada de Alexandra González y Rafael Valles.
Se ha presentado en el desfile del carnaval de Mazatlán en 2016 y 2017.
Debutó en el 2015 como actriz en el video musical de la canción "La Neta" del grupo de música norteña Ekipo Norteño.